# Georg Hans von Peblis
Georg (Johann) Hans von Peblis (* 1577; † 8. April 1650 in Zürich) war ein Pfälzer Obrist und Diplomat im Dreißigjährigen Krieg. Sein Name wird auch als „Pöblitz“, „Peuplitz“, „Peblicz“, „Publiz“ oder „Peblitz“ zitiert.
Seine Eltern waren der geborene Schotte und kurpfälzische Geheimrat Wilhelm Peblis und dessen Ehefrau Johanna von Eltin (* 1550; † 17. Mai 1616), Tochter des Rates und Landvogts von Lahr Jakob von Eltin. Der Rat war Statthalter des Markgrafen Ernst Friedrich von Baden-Durlach, streng evangelisch und erhielt den Spitznamen „der Calvinisch Bapst zu Durlach“. Seine Schwester Anna Maria († 4. August 1631) war mit dem fürstlich anhaltischen Rat und Hofmeister Friedrich von Schilling verheiratet, Katharina Elisabeth von Peblis († 14. Januar 1653) mit Christoph von Krosigk, Juliane Ursula von Peblis († 1655) war die zweite Frau von Diederich von dem Werder.
Ab 1599 studierte er an der Universität Heidelberg und trat danach in englischen und Kurpfälzer Kriegsdienst.
Im Jahr 1610 war Hans Peblis bei der Unionsarmee im Elsaß. Er kam 1611 mit den Reitern des Obristen Hans Michael Elias von Obentraut in die Obere Pfalz. Er wurde Oberstleutnant und dann Obrist und später kurpfälzischer Gubernator des Stifts Selz. Er kämpfte 1620 in der Schlacht am Weißen Berg. Nach der Niederlage der Protestanten verteidigte er zusammen mit dem Schotten Andrew Gray Cham. Das wurde ab dem 16. September 1621 von den Ligisten belagert. Am 25. September wurde die Festung übergeben, aber  entgegen der Zusage Maximilians I. wurden die abziehenden Mannschaften ausgeplündert, „die Pferde geraubt, die meisten jüngeren Soldatenfrauen behalten und eine ganze Anzahl Mannschaften erschossen“.
Ende 1621 erhielt er von Mansfeld den Auftrag, die Madenburg zu erobern. Die gut befestigte Burg war schwer zu erobern, aber am 21. April 1622 ergab sich die Besatzung.
Im Jahr 1622 stand Peblis vorübergehend in Zürcher, dann in dänischen Diensten. Im Mai 1623 versuchten Christian von Braunschweig und Gabriel Bethlen, Fürst von Siebenbürgen, Böhmen für die Protestanten zurückzuerobern. Dazu sollte es unter Peblis’ Führung zu einem Aufstand in der Oberen Pfalz kommen. Die Unterstützung durch Mansfeld blieb aus, da dieser am 29. November 1626 starb. Wie eng die Verbindung zu Peblis war, zeigt sich daran, dass dieser zum  Testamentsvollstrecker Mansfelds bestimmt wurde. Peblis ging danach in die Schweiz und begann 1629 mit der Neuorganisation des Zürcher Kriegswesens. Im Jahr 1630 war er Ausbilder der Zürcher Landmiliz. Später war er auch wieder in schwedischen Diensten.
1633/34 war er Mitglied des Consilium formatum, des Rates des Heilbronner Bundes, und Mitglied in der Fruchtbringenden Gesellschaft – genannt „der Sanfte“.
Im Jahr 1639 war er wieder in der Schweiz und wurde mit der Planung der Stadtbefestigung Zürichs beauftragt.
Karl I. von England gewährte dem Obristen ab dem 16. Dezember 1628 eine Pension von 500 Pfund. Seine Witwe Gertrud Hammerstein erhielt die Pension bis zum 22. November 1652.